# Rachel Sejten
Rachel Sejten (født 22. juni 1992 i Ellinge) er en ung talentfuld dansk håndboldspiller, som for tiden slår sine folder hos Slagelse FH. 
Rachel spiller venstre fløj og fik sin håndboldopdragelse hos Ørbæk HK, hvorefter hun skiftede til GOG. Her spillede hun i 2 succesfulde sæsoner, hvor det blandt andet blev til DM-bronze i 2008. I sommeren 2009 flyttede Rachel til Roskilde Håndbold, hvor hun spillede en enkelt sæson, inden turen så gik til Slagelse.
Rachel har i sæsonen 2010/2011 været plaget af skader, og hun har derfor endnu sit store gennembrud i klubben til gode.
Rachel var fra 2008 til 2010 tilknyttet DHF's Team Danmark træning, og var udtaget til bruttotruppen til ungdoms OL i sommeren  2009 og 2010.